# La più grande rapina del West
La più grande rapina del West (conocida en español como El robo más grande del Oeste y El mayor atraco frustrado del Oeste) es una película de 1967 dirigida por Maurizio Lucidi.

## Argumento
Dos hermanos y un fraile realizan el mayor robo de oro conocido de la historia del Far-West. El oro lo esconden en una imagen de San Abelardo y lo transportan en un carro camino a México, donde pretenden repartirse el botín, pero en el viaje les sucede todo tipo de peripecias e imprevistos. 

## Reparto
- George Hilton: Billy «Rum» Cooney.
- Jack Betts: David, el falso fraile.
- Walter Barnes: Jarrett/Clay Thomas.
- Erika Blanc: Jenny.
- Sonia Romanoff: Moira (bajo el seudónimo de Sarah Ross).
- Mario Brega: Yanaro.
- Enzo Fiermonte: Sheriff Martin Cooney (bajo el seudónimo de Glen Fortel).
- Katia Christine: Kathy O'Brian.
- Jeff Cameron: Mark.
- Luigi Casellato: Sam, el camarero.
- Marisa Quattrini: amiga de los Howard.
- Umberto Raho: Smoley.
- Luciano Rossi: Anatol, el telegrafista.
- Bruno Corazzari: un bandido.
- Federico Boido: un bandido (bajo el seudónimo de Rick Boyd).
- Salvatore Borgese: un bandido.
- Luciano Catenacci: Jack.
- Mauro Bosco: Joe.
- Lorenzo Piani: el jorobado (bajo el seudónimo de Lorenzo Sharon).
- Cesare Martignoni: Howard.
- Lucia Righi: Señora Howard.
- Tom Felleghy: Sheriff Roy Norman.
- Bill Vanders: director del banco de Middletown.
- Luciano Bonanni: un residente de Poorland.
- Luigi Barbacane: un bandido rubio.
- Roberto Alessandri: Ayudante del sheriff Norman.

## Recepción
El Lexikon des internationalen Films no tiene muy buena opinión de la película: «Un spaghetti western técnicamente por debajo de la media, con una brutalidad exagerada y débiles elementos paródicos». El Evangelische Filmbeobachter llega a una conclusión similar: «Un spaghetti western por debajo de la media que primero intenta torpemente la comedia y luego cae sin problemas en un estilo brutal y matonesco. ¡Lo rechazamos!».